# Liste von Persönlichkeiten der Stadt Pristina
Die folgende Liste enthält in Pristina geborene Persönlichkeiten, chronologisch aufgelistet nach dem Geburtsjahr. Die Liste erhebt keinen Anspruch auf Vollständigkeit.

## Bis 1950
- Elyesa Bazna (1904–1970), Agent
- Mazhar Krasniqi (1931–2019), muslimischer Gemeindeleiter in Neuseeland
- Adem Demaçi (1936–2018), Politiker und Menschenrechtler
- Dragan Tomić (* 1936), Politiker in Serbien

## Ab 1951
- Petrit Fejzula (* 1951), Handballspieler und -trainer
- Enver Petrovci (* 1954), Regisseur, Schauspieler und Komiker
- Gazmend Pallaska (* 1955), Sänger und Rechtsanwalt
- Sinan Vllasaliu (* 1963), Sänger
- Gili (* 1966), Sängerin
- Mihrije Braha (* 1967), Volksmusiksängerin
- Hysen Bytyqi (* 1968), Agrarwissenschaftler der Nutztierwissenschaften
- Albert Bunjaki (* 1971), Fußballspieler
- Petar Palić (* 1972), kroatischer Geistlicher, Bischof von Mostar-Duvno
- Visar Ymeri (* 1973), Politiker
- Jana (* 1974), Turbo-Folk-Sängerin
- Arben Hajrullahu (* 1975), Politikwissenschaftler und Rektor der Universität Prishtina
- Albin Kurti (* 1975), Studentenführer und Parteivorsitzender von Vetëvendosje!
- Teuta Selimi (* 1976), Sängerin
- Mehmet Dragusha (* 1977), Fußballspieler
- Leunora Salihu (* 1977), kosovarisch-deutsche Bildhauerin und Hochschullehrerin
- Jovan Tanasijević (* 1978), Fußballspieler
- Shpend Ahmeti (* 1978), Politiker und Bürgermeister der Hauptstadt
- Irina Karamarković (* 1978), Sängerin, Komponistin, Autorin
- Shpejtim Arifi (* 1979), Fußballspieler
- Arta Dobroshi (* 1979), Theater- und Filmschauspielerin
- Adelina Ismajli (* 1979), Pop-Sängerin
- Arta Jakupi (* 1979), Architektin und Hochschullehrerin
- Edona Llalloshi (* 1979), Pop-Sängerin und Songwriterin
- Visar Morina (* 1979), Filmregisseur und Drehbuchautor
- Arta Bajrami (* 1980), Pop-Sängerin
- Memli Krasniqi (* 1980), Rapper, Songwriter und Politiker
- Viktor Palokaj „Unikkatil“ (* 1981), Rapper
- Besa Shahini (* 1982), Bildungswissenschaftlerin und Politikerin
- Ivan Perić (* 1982), Fußballspieler
- Ardita Statovci (* 1982), Pianistin
- Lorik Cana (* 1983), Fußballspieler
- Debatik Curri (* 1983), Fußballspieler
- Marenglen Berisha (* 1984), Wirtschaftswissenschaftler, Banker und Hochschuldekan
- Marko Perović (* 1984), Fußballspieler
- Kaltrina Selimi (* 1984), Sängerin
- Liridon Leçi (* 1985), Fußballspieler
- Zanfina Ismajli (* 1985), R&B-Pop-Sängerin
- Besart Berisha (* 1985), Fußballspieler
- Labinot Haliti (* 1985), Fußballspieler
- Ylber Loti „Cozman“ (* 1986), Rapper
- Vesa Luma (* 1986), Sängerin
- Ledri Vula (* 1986), Sänger und Rapper
- Behar Maliqi (* 1986), Fußballspieler
- Beg Ferati (* 1986), Fußballspieler
- Erton Fejzullahu (* 1988), Fußballspieler
- Ermal Fejzullahu (* 1988), Sänger
- Zana Krasniqi (* 1988), Miss Universe Kosovo 2008
- Atdhe Nuhiu (* 1989), Fußballspieler
- Astrit Ajdarević (* 1990), Fußballspieler
- Granit Lekaj (* 1990), Fußballspieler
- Adelina Berisha (* 1990), Sängerin
- Rita Ora (* 1990), Sängerin
- Milena Rašić (* 1990), Volleyballspielerin
- Dardan Sadik (* 1990), kosovarisch-schweizerischer Schauspieler
- Iris Shala (* 1990), Schauspielerin, Model und Playmate
- Lum Zhaveli (* 1990), Schwimmer
- Gent Cakaj (* 1990), Politiker
- Capital T (* 1992), Rapper
- Ilir Azemi (* 1992), Fußballspieler
- Era Istrefi (* 1994), Sängerin
- Viona Rexhepi (* 1996), Fußballtorhüterin
- Blendi Baftiu (* 1998), Fußballspieler
- Donjeta Sadiku (* 1999), Boxerin
- Patriot Sejdiu (* 2000), kosovarisch-schwedischer Fußballspieler
- Mal Retkoceri (?), Musiker